# Stahlnetz: Aktenzeichen: Welcker u. a. wegen Mordes
Aktenzeichen: Welcker u. a. wegen Mordes  ist der 9. Kriminalfilm der Fernsehreihe Stahlnetz. Die deutsche Erstausstrahlung erfolgte am 6. November 1959 im Ersten Programm der ARD.

## Handlung
Eine Serie von Raubüberfällen erschüttert eine bayerische Stadt, die Bande schreckt auch vor Mord nicht zurück. Bei einem der Überfälle fällt ein Täter auf, dem der linke Arm fehlt. Bei zwei weiteren Raubzügen auf eine Pension und eine Gärtnerei stößt die Polizei auf den Namen eines Mannes, der dort früher gearbeitet hat: Erwin Eschendorf. Dieser ist jedoch unauffindbar. Kurz nachdem ein Fahndungsaufruf in den Medien erschienen ist, wird die Polizei in ein Kino gerufen. Eschendorf hat dort versucht, sich das Leben zu nehmen. Nach einer Notoperation sagt er aus, dass er auf der Flucht vor zwei Männern sei, mit denen er die Überfälle auf die Pension und die Gärtnerei verübt habe, an deren Namen er sich aber nicht erinnern könne. Ein drittes Bandenmitglied habe im Kino plötzlich neben ihm gesessen und ihm gesagt, wenn er es verlassen würde, würden die beiden ihn „genauso abknallen, wie sie Althoff abgeknallt“ hätten. Wer dieser Althoff sei, wisse er nicht, auch könne er sich nicht an den Namen des dritten Mannes erinnern, er wisse nur, dass er nur einen Arm hat. 
Kommissar Dressler findet in der Vermisstenkartei einen Peter Althoff und kann mit dessen Mutter sprechen. Diese sagt aus, dass sie sich um ihren Sohn keine Sorgen mache, er würde öfter für längere Zeit wegbleiben, zuletzt habe sie eine Postkarte aus Offenburg von ihm erhalten. Dort befinde sich ein Stützpunkt der Fremdenlegion, der ihr Sohn angehöre. Zu seiner Überraschung erfährt Dressler, dass nicht die Eltern, sondern ein Freund die Vermisstenanzeige aufgegeben hatte. Dressler und sein Kollege Spiegelberg suchen diesen Freund, Erich Zöllner, auf, treffen in der Wohnung aber nur seine Zimmerwirtin Frau Marquard an, die gerade Zöllners Jackett bügelt. Zöllner sei zur Arbeit in einem nahegelegenen Café. Dressler fällt auf, dass der linke Ärmel des Jacketts angenäht ist und Frau Marquard bestätigt, dass Zöllner der linke Arm fehle. Auch könne sie sich an einen Peter Althoff erinnern, er habe Zöllner öfter besucht, in letzter Zeit allerdings nicht mehr. Die Beamten suchen Zöllner an seinem Arbeitsplatz auf, der sie auf seine anwesenden Komplizen Grimm und Welcker aufmerksam macht. Die beiden Männer flüchten aus dem Café. Nach einer kurzen Verfolgungsjagd kann Dressler Grimm in einem Hinterhof stellen. Spiegelberg wird von Welcker niedergeschossen, aber glücklicherweise nur verletzt. Als Welcker auch auf Dressler schießt, wird er von diesem in Notwehr erschossen.
Erich Zöllner, der wiederholt betont, dass er immer nur Schmiere gestanden habe, führt die Beamten zum Tatort des Mordes an Peter Althoff. Althoff wollte aussteigen, nachdem Grimm und Welcker anfingen, bei ihren Überfällen Waffen zu benutzen. Er wurde von ihnen an einen See gelockt und dort von Welcker erschossen. Die Leiche warfen sie ins Wasser. In unmittelbarer Nähe finden die Beamten dann auch noch ein Arsenal an verschiedenen Waffen, die der Bande gehören. Zöllner hatte nach dem Mord die Postkarte an Althoffs Mutter geschrieben, Grimm sie später aufgesucht, sich als Mitglied der Fremdenlegion ausgegeben und nach Althoff erkundigt, um die Eltern in dem Glauben zu lassen, ihr Sohn sei noch am Leben.   

## Sonstiges
Die Bauten stammten von Herbert Kirchhoff, der Folgentitel wird nicht genannt. Im Abspann ist die Kamera aber auf die polizeiliche Ermittlungsakte gerichtet. Diese trägt die Aufschrift: Aktenzeichen: M (54) 193/59 S 1440/54 WELCKER U. A. wegen MORDES. 
Off-Sprecher Heinz Engelmann in seiner Rolle als Kommissar Dressler verkündet zum Schluss die Urteile: Grimm wird zu einer Einheitsstrafe von 15 Jahren Zuchthaus verurteilt, Erich Zöllner erhält eine Gesamtstrafe von 8 Jahren Zuchthaus und Ewald Eschendorf muss für 3 Jahre und 6 Monate ins Gefängnis.
Die Folge ist in einer 2013 erschienenen DVD-Box mit sämtlichen Stahlnetz-Folgen enthalten.